# كارلو روسيلي
كارلو روسيلي (1899 - 1937)، كان ناشط سياسي، صحافي، فيلسوف، مؤرخ ومكافح الفاشية إيطالي، كان منظر لـ الاشتراكية الليبرالية، في عام 1925 قام بتأسيس السري «Non Mollare لاتستسلم» في فلورنسا، وفي عام 1926 مجلة ميلانو Quarto Stato في ميلانو. في عام 1929 أسس الحركة المناهضة للفاشية في باريس «Giustizia e Libertà العدل والحرية»
```
اغتيل مع شقيقه في 
فرنسا
 عام 
1937م
  بإيعاز من ديكتاتور إيطاليا الأسبق 
موسوليني
.
```

وهو ابن الكاتبة الايطالية أميليا بينشر روسيلي.
وهو والد الشاعرة الايطالية أميليا روسيلي التي انتحرت عام 1996.